# Iholdy
Iholdy (baskisch Iholdi) ist eine französische Gemeinde mit 540 Einwohnern (Stand 1. Januar 2022) im Département Pyrénées-Atlantiques in der Region Nouvelle-Aquitaine. Die Gemeinde gehört zum Arrondissement Bayonne und zum Kanton Pays de Bidache, Amikuze et Ostibarre (bis 2015: Kanton Iholdy).
Die Bewohner werden Iholdiar genannt.

## Geographie
Iholdy liegt ca. 45 km südöstlich von Bayonne im historischen Landstrich Arberoue (baskisch Arberoa) der historischen Region Nieder-Navarra im französischen Teil des Baskenlands.
Die höchste Erhebung im Gebiet der Gemeinde ist der Hoxahandia (577 m).
Umgeben wird der Ort von den Nachbargemeinden:
| Hélette   | Armendarits                                 |          |
| Irissarry | Kompassrose, die auf Nachbargemeinden zeigt |          |
|           | Suhescun                                    | Lantabat |

Iholdy liegt im Einzugsgebiet des Flusses Adour. Zwei Zuflüsse der Bidouze, die Joyeuse und der Lihoury, entspringen auf dem Gebiet der Gemeinde. Drei Zuflüsse der Joyeuse, der Lohiolako Erréka, der Uharreytako Erreka und der Osinako Erreka, fließen ebenfalls durch das Gemeindegebiet.

## Geschichte
Erste Erwähnungen von Iholdy in den Schriften gehen auf das Mittelalter zurück, aber archäologische Funde eines römischen Militärlagers und einer Wallburg belegen eine Besiedelung in früheren Epochen. 1191 übergab Richard Löwenherz, König von England, das Dorf an den König von Navarra, ein Akt, der Heinrich III., König von England und Herzog von Aquitanien, im 13. Jahrhundert revidiert sehen wollte. 1655 wurde Iholdy zugunsten von Antoine d’Olce zum Baronat erhoben. Aufgrund dieser Auszeichnung wurden zahlreiche Adelssitze in der Gemeinde errichtet und Iholdy wurde Hauptsitz verschiedener Verwaltungseinheiten in den folgenden Jahrhunderten.
Toponyme und Erwähnungen von Iholdy waren nach Jean-Baptiste Orpustan:
- hyhout (1249),
- ihout (1258),
- yot (1264),
- ihot (1292),
- hyot (1307) und
- yhot (1350).[5]

Auf der Karte von Cassini aus dem Jahre 1750 ist die Gemeinde bereits unter ihrem heutigen Namen eingetragen, 1755 wurde die Pfarrkirche als Sanctus Joannes d’Iholdy in einer Manuskriptsammlung des 17. und 18. Jahrhunderts in Bayonne erwähnt.

### Einwohnerentwicklung
Nach Höchstständen der Einwohnerzahl von über 1000 Einwohnern in der ersten Hälfte des 19. Jahrhunderts ist die Zahl bei kurzen Wachstumsphasen bis zur Jahrtausendwende insgesamt auf rund 400 gesunken. Seitdem ist die Zahl der Bewohner wieder auf über 500 angestiegen.
| Jahr      | 1962 | 1968 | 1975 | 1982 | 1990 | 1999 | 2006 | 2009 | 2022 |
| --------- | ---- | ---- | ---- | ---- | ---- | ---- | ---- | ---- | ---- |
| Einwohner | 554  | 522  | 525  | 505  | 527  | 412  | 450  | 489  | 540  |

## Kultur und Sehenswürdigkeiten
Iholdy ist eine der Gemeinden in Nieder-Navarra, die jedes Jahr das Fronleichnamsfest mit einer Prozession mit kostümierten Teilnehmern feiert.

### Bauwerke

#### Pfarrkirche

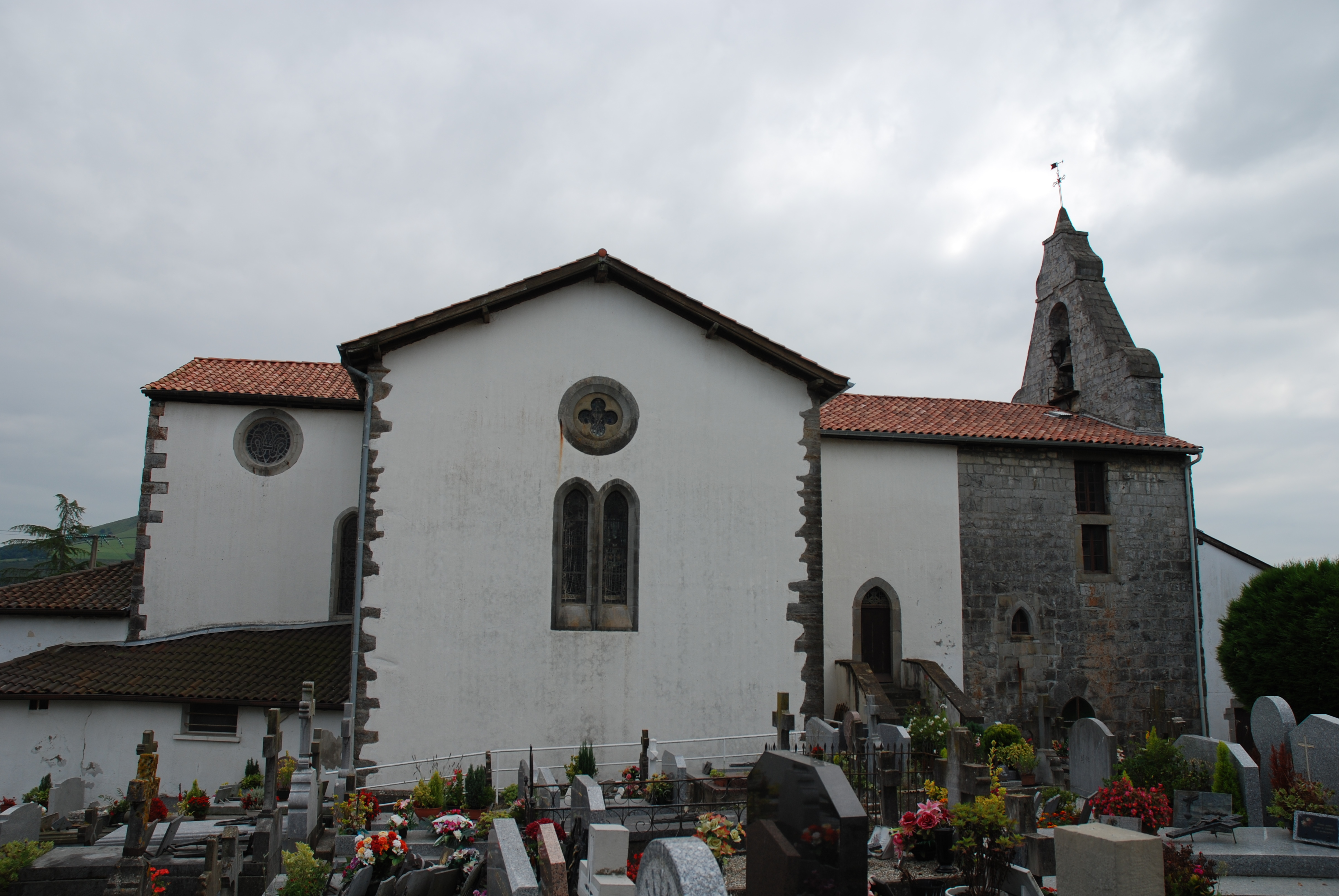
Pfarrkirche de la décollation de Saint-Jean-Baptiste von Iholdy

Die Ursprünge der Enthauptung Johannes des Täufers gewidmeten Pfarrkirche gehen bis in das Mittelalter zurück. Im 17. Jahrhundert wurden mehrere Umbauarbeiten vorgenommen, wie die Jahreszahlen 1605 auf dem Sturz über der Eingangstür und 1693 auf dem Sturz des Vorbaus belegen. In dieser Zeit wurde der Vorbau errichtet, unter dem sich an seiner Westseite heute zahlreiche Grabplatten und scheibenförmige Grabstelen, sogenannte Hilarri befinden. Der Sturz über dem Eingang der Kirche zeigt außer der Jahreszahl ein Malteserkreuz, ein mit Schwertlilien verziertes Kreuz und Rosetten, während der Sturz über dem Eingang des Vorbaus außer der Jahreszahl ein Dekor aus einem Kreuz und Rosetten besitzt. Am Ende des 19. Jahrhunderts wurde der Bau durch den Anbau zweier Seitenkapellen und der Errichtung von Emporen im Innern der Kirche vergrößert und der Glockengiebel neu gebaut. Der Langbau birgt ein Kirchenschiff mit einem falschen Querschiff durch die beiden Seitenkapellen. Die Apsis ist flach und wird durch die Sakristei verlängert. Der Glockengiebel an der Westseite hat eine geschwungene Form und zeigt eine Maueröffnung für die Glocke.
Der Eingangsvorbau der Kirche ist zweigeschossig. Auf der oberen Etage, die auf vier viereckigen Pfeilern aus Werksteinen ruht, erstreckt sich eine Galerie aus Massivholz, die über eine gerade Außentreppe erreichbar ist. Ihre Errichtung datiert aus dem Ende des 19. oder Beginn des 20. Jahrhunderts, vermutlich der gleiche Zeitraum wie der Bau der Emporen im Kircheninnern.
Die Emporen erstrecken sich auf der Nord- und auf der Südseite auf einer Ebene, auf der Südseite auf zwei Ebenen und sind über Holztreppen zu erreichen. Im Baskenland sind die Plätze auf Emporen traditionell den Männern während einer Messe vorbehalten, während Frauen und Kinder im Erdgeschoss des Kirchenschiffs Platz nehmen.
Die Seitenkapellen sind mit Kassettendecken ausgestattet, deren Schnittpunkte mit Schwertlilien verziert sind. Eine der Kapellen wird vom Langhaus durch einen großen Spitzbogen abgetrennt, in dessen Wand zwei Wappen in Kartuschen angeordnet sind. Das Wappen auf der rechten Seite konnte nicht identifiziert werden. Die Darstellung einer Mitra und zweier Schlüssel, die sie umgeben, erlaubt zumindest die Zuordnung zu einer kirchlichen Person. Das linke Wappen ist das Wappen der Familie Olce, welches drei goldene Sparren auf rotem Grund mit einem silbernen Stern im rechten Obereck zeigt. Die Existenz von Wappen von Adelsfamilien zeigt die starke Verbundenheit des Adels mit der Kirche.
Eines der Grabkreuze auf dem Friedhof, der die Pfarrkirche umgibt, zeigt eine Besonderheit, indem es vollständig von Rosetten als einziges Ornament bedeckt ist. Ansonsten besitzt das lateinische Kreuz ein klassisches Aussehen mit halbrunden, hervorspringenden Enden an den Armen und einer leichten Verbreiterung in der Mitte des Fußes. Die Datierung des Kreuzes ist nicht einfach, aber das Fehlen von Inschriften erlaubt, seine Herstellung vor dem 19. Jahrhundert einzuordnen, in eine Zeit, die den Beginn eines gewissen Niedergangs der Friedhofskunst darstellt. Auf dem Friedhof von Iholdy gibt es zahlreiche Beispiele von scheibenförmigen Grabstelen zu entdecken.

Hilarri auf dem Friedhof von Iholdy
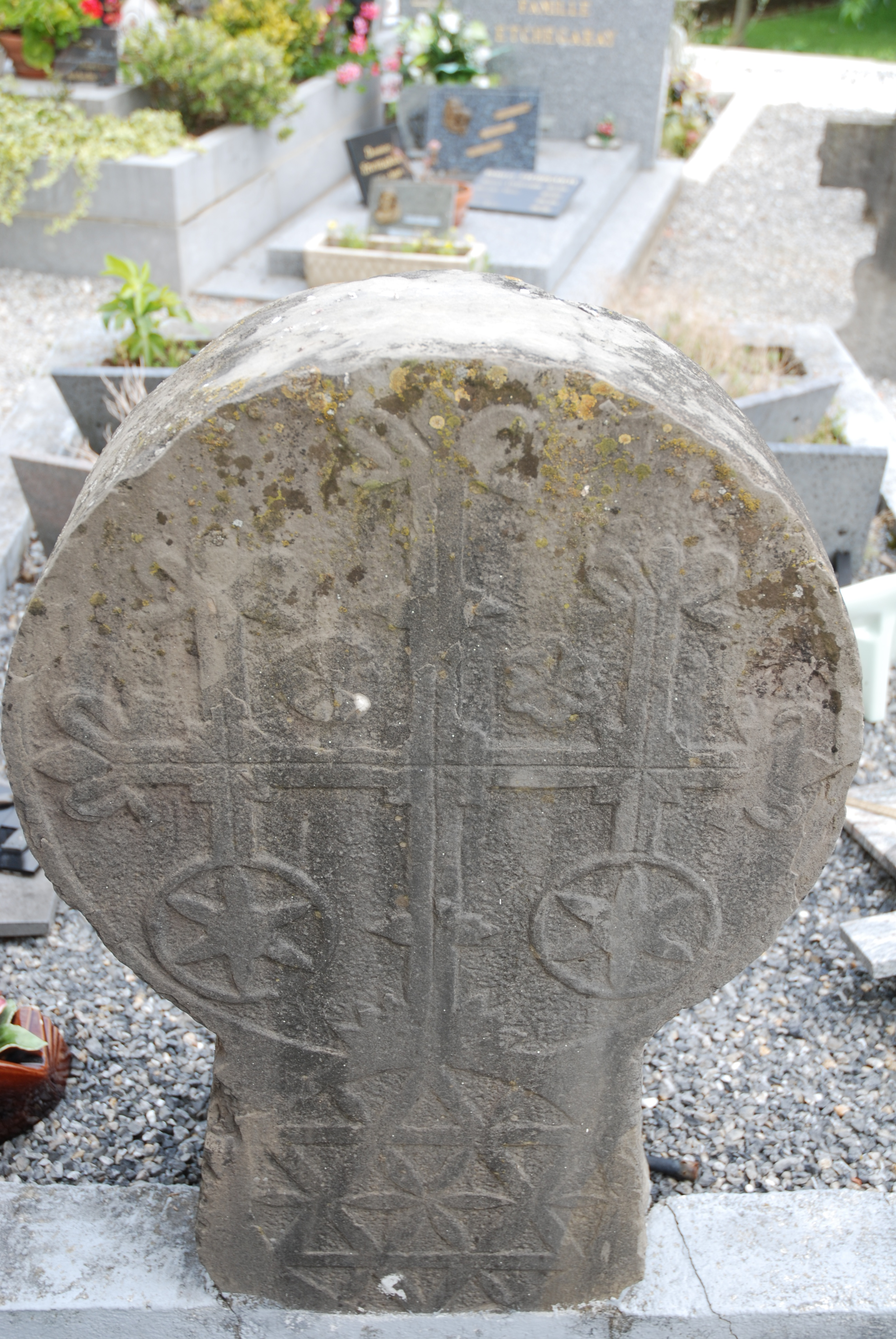
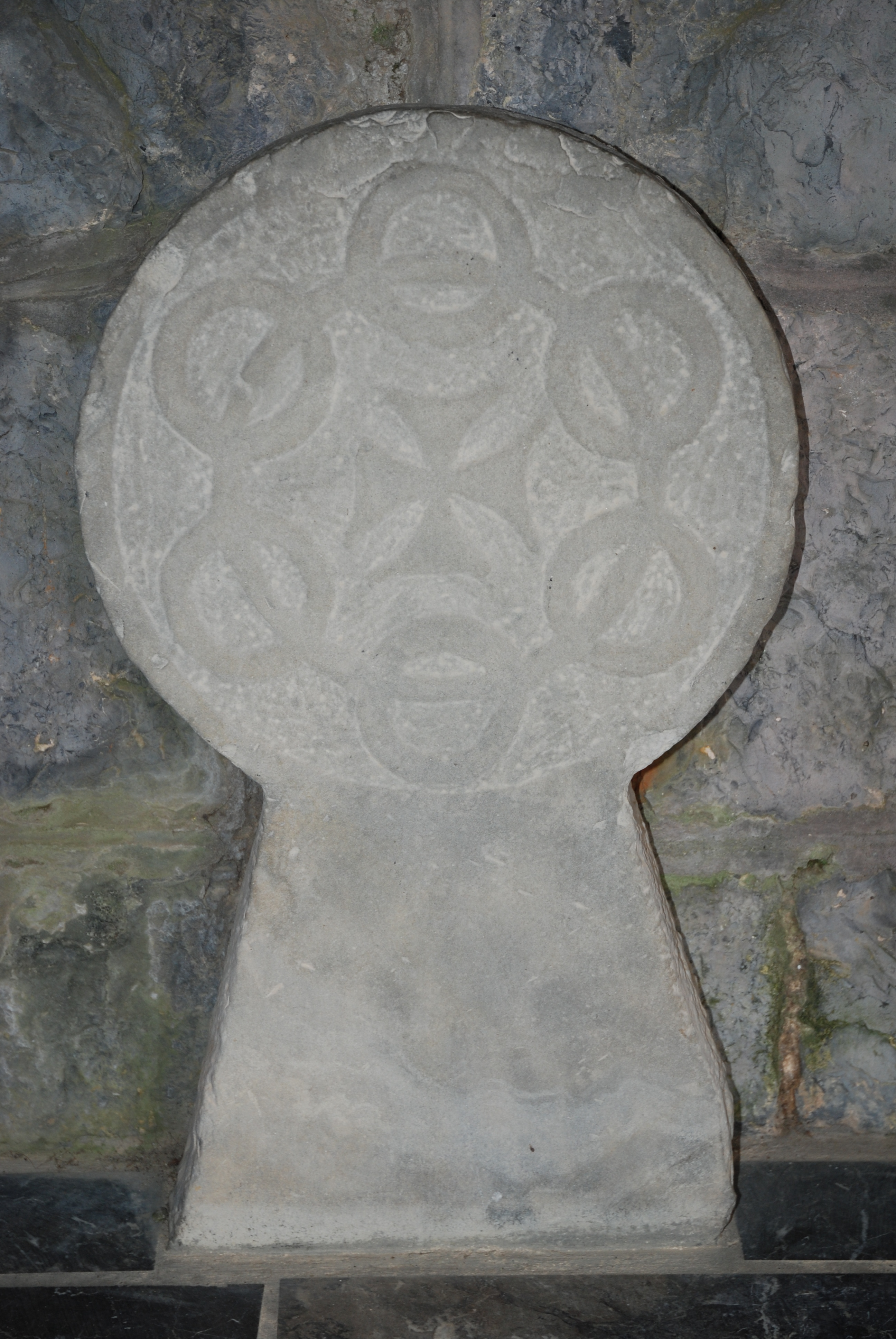
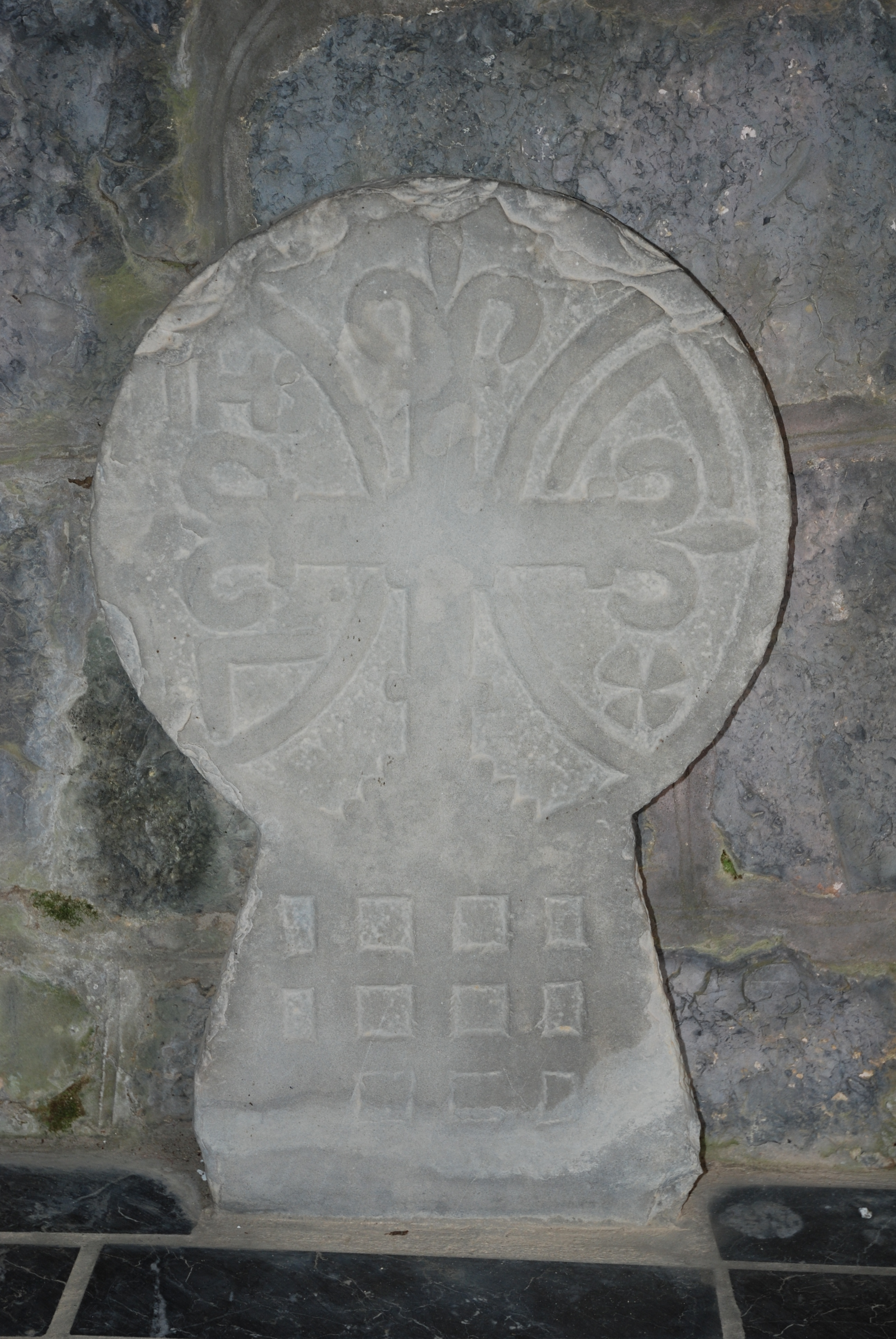
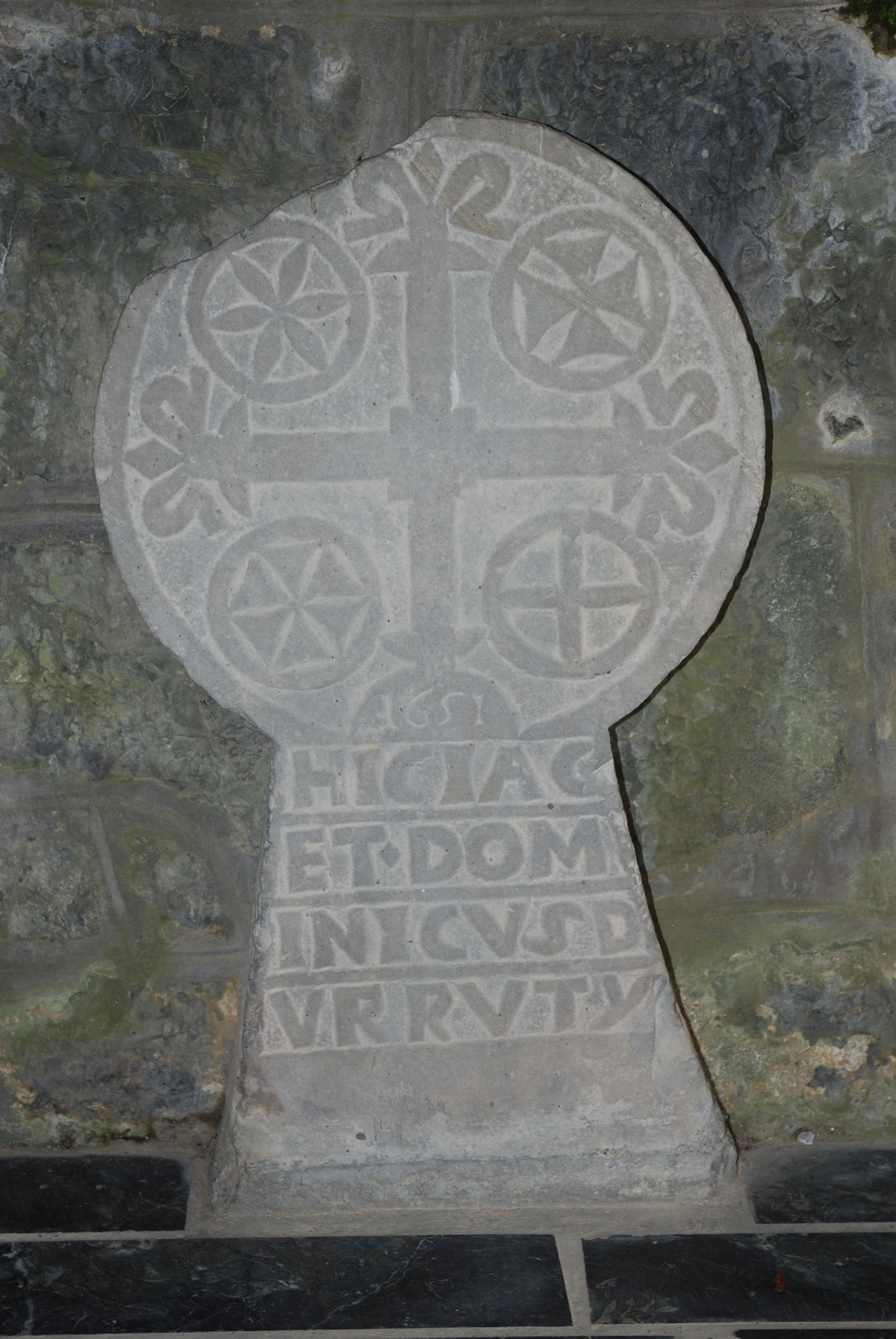
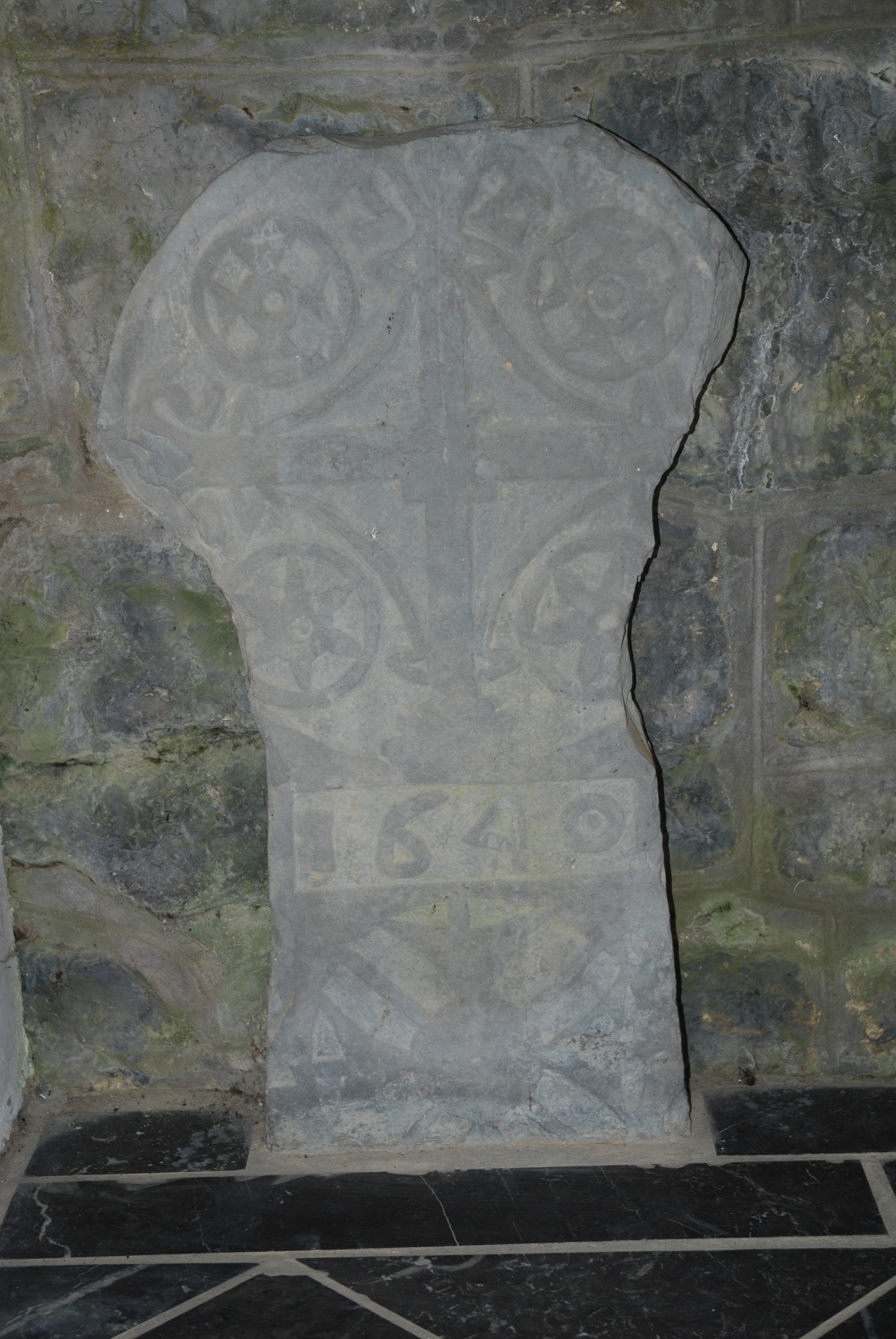
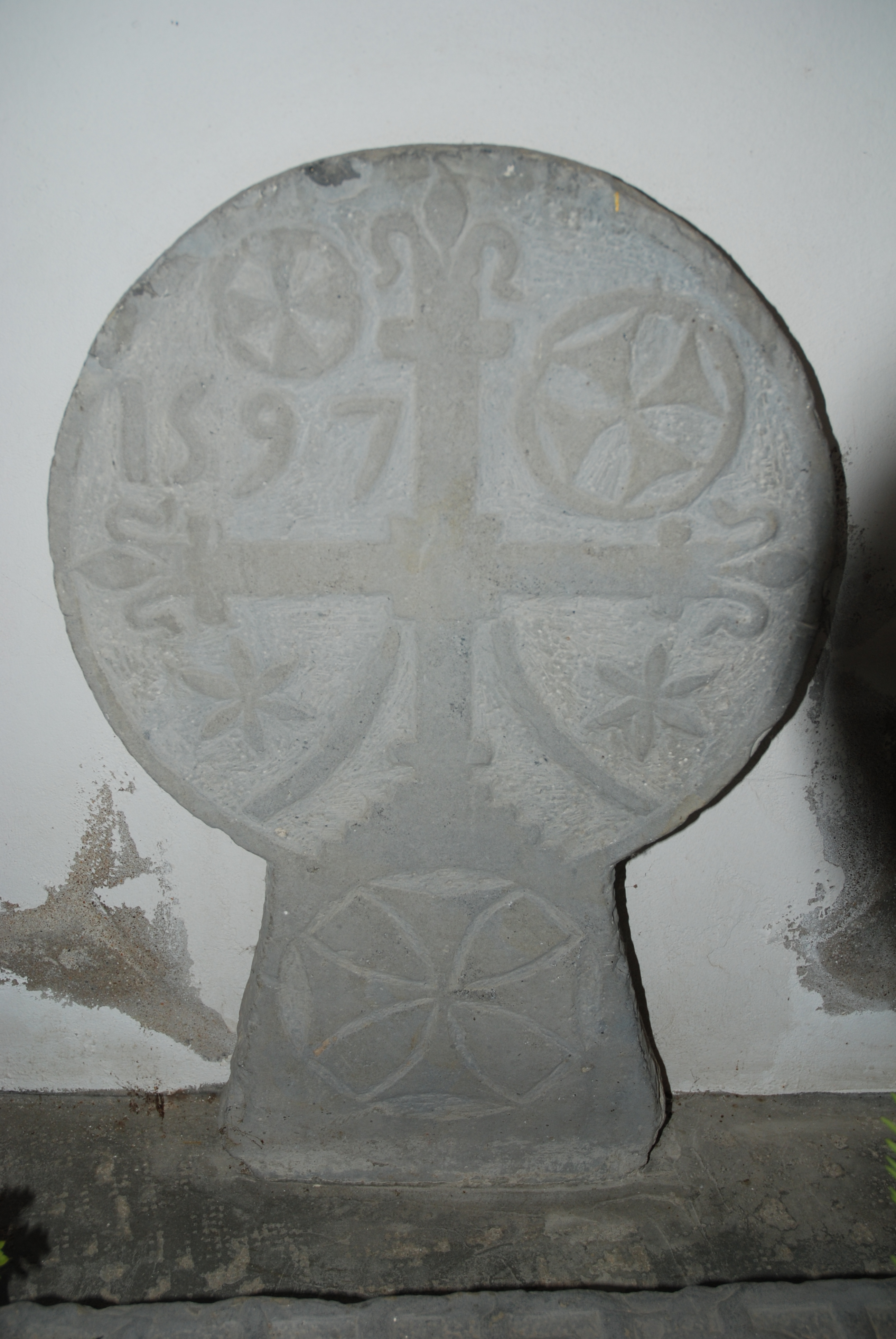

#### Kapelle von Oxarty
Außerhalb des Ortszentrums nahe der Gemeindegrenze befindet sich die Kapelle von Oxarty, die Blasius von Sebaste gewidmet ist und bereits im Mittelalter errichtet wurde. Die Inschrift über der Tür der Kapelle erwähnt das Jahr 1594, aber die hochgezogene Mauer neben dem Brunnen erscheint viel älteren Datums. Zweimal im Jahr, am 3. Februar, dem Gedenktag des heiligen Blasius, und am Pfingstmontag ist die Kapelle Ziel einer Wallfahrt. Man bittet hierbei den Schutzpatron zum Schutz des Viehs oder um Hilfe bei Kinderkrankheiten oder Halsleiden. Eine Darstellung des Heiligen ist an der Tür der Kapelle als Flachrelief zu sehen. Sie zeigt seine Attribute, Mitra und Krummstab, die daran erinnern, dass er im 4. Jahrhundert Bischof von Sebaste, dem heutigen Sivas im Nordosten der Türkei, war. Oberhalb der Figur erscheint die Inschrift „SAN BLADI“, d. h. Sankt Blasius auf Baskisch, darüber ein liegendes Lamm. Eine Rosette unterhalb der Figur komplettiert die Verzierung.

#### Schloss Olce

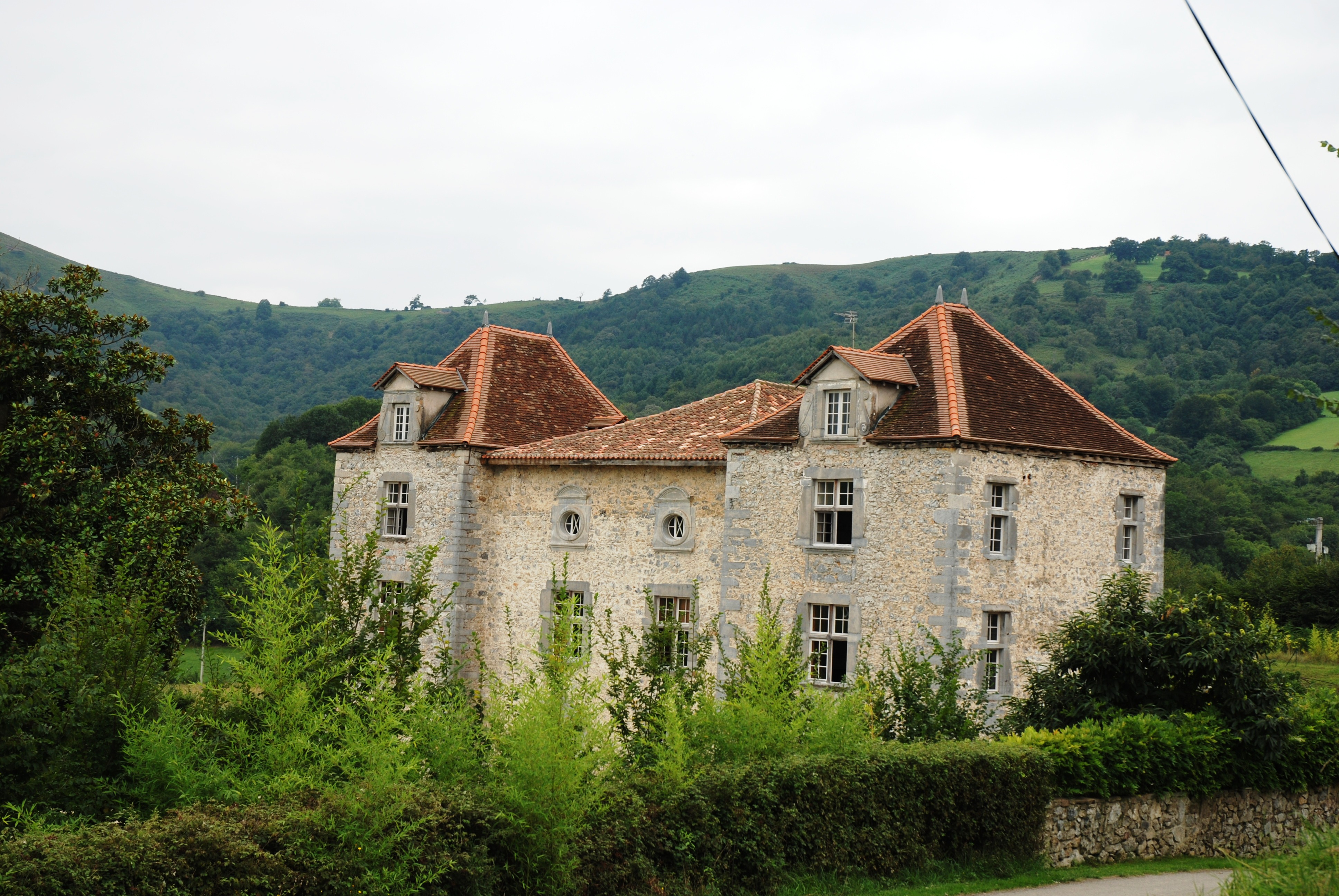
Schloss Olce in Iholdy

Olce (oder Olzo in Baskisch) ist ein Adelshaus des Königreichs Navarra, das 1300, 1366 (olço) und 1412 (la salle dolço) in den Schriften erwähnt wurde. Karl III. von Navarra übergab Arnauton d’Olce das Territorium von Eulza und alle seine Einkünfte. Das heutige Schloss wurde in der zweiten Hälfte des 17. Jahrhunderts am Fuß des Hügels errichtet, an dem sich eine einfache Burg befand. Sein erster Besitzer war Jean d’Olce, Bischof von Bayonne von 1644 bis 1681. Die Jahreszahl „1655“ ist auf zwei Steinen der Umrahmung eines Fensters in der unteren Etage eingraviert, der Sturz über dem Haupteingang trägt die Jahreszahl „1655“ zusammen mit der Inschrift „IHS MARIA“ (IHS ist die Kurzform des Namens Jesus) und einem Kreuz. Oberhalb der Tür befindet sich auf einer Tafel das Wappen der Familie Olce, ein Malteserkreuz und eine Rosette. Eine von den Besitzern wiederverwendete Tafel an einem Außentor zeigt neben der Jahreszahl „1690“ ein mit Schwertlilien verziertes Kreuz und zwei Sterne. Mehrere Indizien sprechen davon, dass das Schloss um ein ehemaliges Festes Haus gebaut wurde. Am Ende des 20. Jahrhunderts fanden umfangreiche Restaurierungsarbeiten statt, die das Gebäude vor dem sicheren Zerfall bewahrten.
Das Schloss besteht aus einem zentralen Wohntrakt, der von zwei vorspringenden Pavillons flankiert wird, die etwas höher gebaut sind als der Wohntrakt, wobei der rechte Pavillon breiter ist als der linke. Alle Gebäudeteile tragen ein Walmdach, die Pavillons mit Flach-, das Hauptgebäude mit Hohlziegeln. Die Wände sind aus Kalkbruchsteinen errichtet, teilweise verputzt. Durch zwei Fenster mit Fensterkreuzen fällt Licht in die erste Etage des Haupttrakts, in der obersten Etage sorgen zwei Okuli mit runden Fenstergiebeln für die Beleuchtung. Im Innern erlaubt eine imposante Wendeltreppe den Zugang zu den oberen Stockwerken, wobei jeder Treppenabsatz von Töpfen mit angedeutetem Feuer oder Blumenvasen aus Stuck gesäumt ist. Die oberste Etage ist rund um eine Galerie aufgeteilt. Der linke Pavillon birgt eine Kapelle mit einer vollständig mit Stuck ausgearbeiteten Decke, im rechten Pavillon befindet sich die Küche im Erdgeschoss. Jedes Zimmer im Schloss ist mit einem Kamin mit Stuckdekor ausgestattet. Der ehemalige Brotofen im Park ist zerfallen. Die Nebengebäude besitzen runde Toreinfahrten mit großen Keilsteinen.

#### Herrenhaus Elizabelar

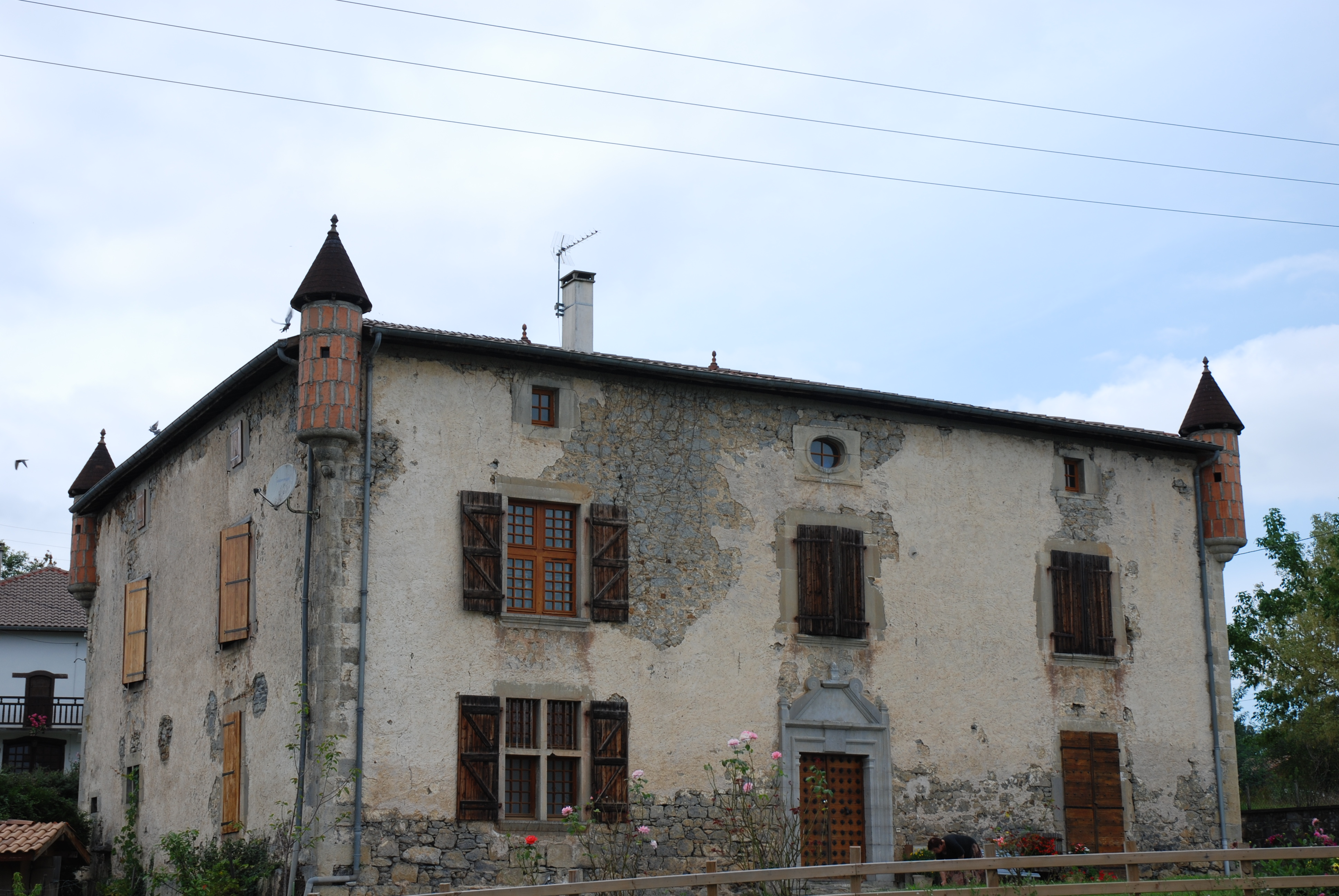
Herrenhaus Elizabelar in Iholdy

Die erstmalige Erwähnung des Herrenhauses geht auf das Jahr 1397 zurück in einem Dokument aus den Archiven vom Königreich Navarra, die in Pamplona aufbewahrt werden. Weitere Erwähnungen des Hauses Eliçabelarrea erfolgten zwischen 1515 und 1520 und danach 1536. Die Kämpfer an den vier Scharwachttürmen an jeder Hausecke zeigen jeweils die Darstellung eines Gesichts. Die Kopfbedeckung der Figur des westlichen Turms ist charakteristisch für das 16. Jahrhundert. Diese Werke sind folglich früher geschaffen als die Restaurierung um das Jahr 1680, ein Datum auf dem Haupteingang im Südwesten. Dieser erlaubt den Zugang zum ezkaratz, der zentrale Raum in baskischen Häusern, von dem alle weiteren Räume zugänglich sind. Der Lauf der Wendeltreppe stammt aus dem 17. Jahrhundert, wobei die Treppenwange früheren Datums ist. Jedes Zimmer des Gebäudes ist mit einem Kamin ausgestattet. Die mit Kegeldächern gedeckten Scharwachttürme sind über das Dachgeschoss zu erreichen. Das Haus ist heute im Privatbesitz und bewohnt.

#### Wassermühle Arteko Eyhera
Wegen der zahlreichen Fließgewässer im Baskenland gab es im Laufe der Jahrhunderte viele Wassermühlen zum Mahlen von Getreide oder zum Gerben von Tierhäuten zu Leder. Anders als bei Bauernhäusern gibt es keine für die jeweilige Region typische Bauweise bei Mühlen. Die Wassermühle von Iholdy wird durch die Joyeuse gespeist. Sie hat eine große Fassade und ist mit einem Satteldach mit leichter Neigung ausgestattet. An der rechten Seiten strömt das Wasser durch zwei große, stark ausgemauerte Öffnungen, um das Mühlrad zu bewegen. Die drei Fenster der ersten Etage sind einfach und klein, die der obersten Etage mit nur einem Fensterflügel versehen. Der sachliche und schmucklose Bau in einer Region mit eleganten Wohnhäusern erinnert daran, dass es sich um ein Gebäude mit reiner Nutzfunktion handelt. „Arteko Eyhera“ (deutsch „Mühle der grünen Eiche“) ist als Bauernhaus umgewandelt worden, als ihre ursprüngliche Funktion aufgegeben wurde, so wie bei den anderen registrierten Mühlen der Region.

#### Verzierter Stein an einer Hausecke

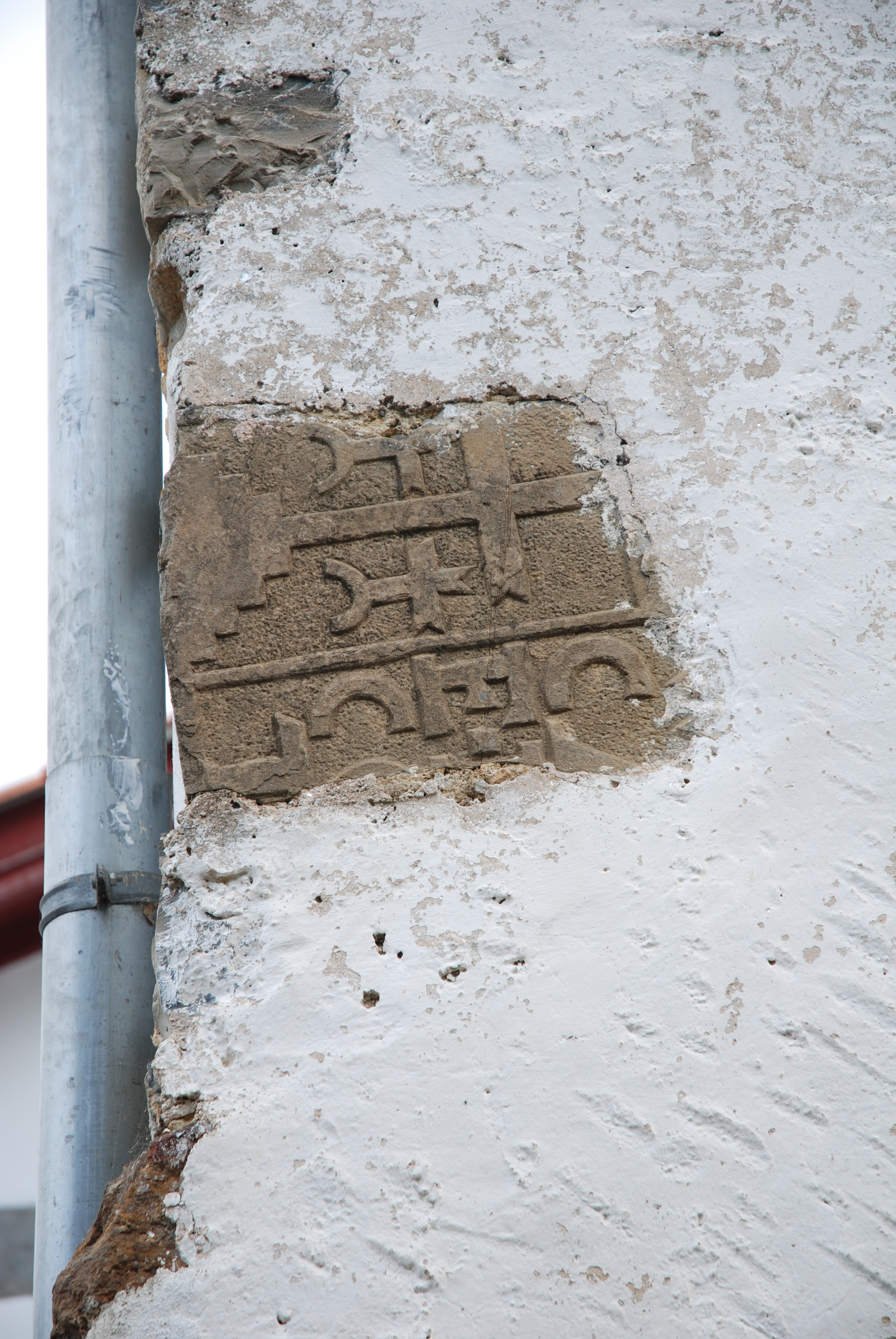
Mauerstein an einer Hausecke in Iholdy

Beim Bau von Häusern in früherer Zeit wurden vielfach Baustoffe von früheren, ersetzten Gebäuden wiederverwendet. Die Verwertung bereits gefertigter Bausteine sparte dem Bauherrn Zeit und Geld. Dies ist auch der Fall bei einem Haus in Iholdy, an dem ein modellierter Stein aus einem früheren Gebäude an einer Ecke liegend statt aufrecht eingebaut wurde. Er zeigt ein Kreuz auf einem Stufensockel umgeben von zwei kleineren Kreuzen. Von einer Inschrift sind nur einige Buchstaben zu erkennen. Zweifellos handelt sich um ein Fragment eines Sturzes.

#### Bauernhaus in der Bauweise der Region Soule
Es unterscheidet sich in seiner Bauweise und Struktur von den meisten anderen Bauernhäusern der Region Soule. Gemäß seiner beschrifteten Stürze ist das Haus im 18. Jahrhundert errichtet oder neu gebaut worden. Es ist lang gestreckt und zweigeschossig, die obere Etage mit vier Fenstern, die mit Steinen umrahmt sind. Sein Walmdach hat eine schwache Neigung. Die Fassaden besitzen kein Fachwerk, keine Galerie verziert den Giebel. Die für das Nieder-Navarra ungewöhnliche Anordnung der Eingänge verrät, dass es keinen zentralen eskaratz gibt, in Häusern der Region ein zentraler Raum, von der alle anderen Räume des Hauses zugänglich sind.

#### Bauernhaus Ameztoia
Ameztoia ist 1309 als ameztoy und 1366 als ameztoy in der Eigenschaft als freies Haus erwähnt worden. Das heutige Gebäude ist am Ende des 17. Jahrhunderts errichtet worden. Der Schlussstein der Toreinfahrt im Erdgeschoss trägt die Jahreszahl „1698“ zusammen mit der Inschrift „JESUS MARIA“ und einer Verzierung mit drei Kreuzen und Rosetten. Das Zwillingsfenster auf der linken Seite und der Kamin in der Küche stammen aus dieser Epoche ebenso wie das Holzstabwerk. Der Sturz über dem Zwillingsfenster ist ebenfalls verziert. Er zeigt Motive, die häufig an Grabstätten anzutreffen sind, eine Rosette in einem Quadrat und ein mit Schwertlilien verziertes Kreuz, dessen Fuß die Form eines Halbmonds zeigt. Blumenförmige Ornamente an den beiden Enden komplettieren das Werk. Dieser Sturz soll mit seiner Inschrift die Verbundenheit zwischen den Lebenden und den Toten unterstreichen. Ein anderer Fenstersturz zeigt das Datum „1785“ mit der Inschrift mit den Namen der Besitzer „IOANNES D’ETCHEBERRY GRACIANNE D’ANCEGARAY“ und einem Dekor aus Rosetten und einer Monstranz. Dies weist auf einen Umbau, insbesondere auf die Erhöhung der Bedachung hin, die das vorher gedrungenere Gebäude erweiterte. Gleichzeitig wurden neue Fensteröffnungen mit Holzumrahmungen, vor allem an der Hauptfassade geschaffen. Das Haus ist innen in der für baskische Bauernhäuser traditionellen Weise aufgeteilt mit einem zentralen eskaratz, von dem alle Wohn- und landwirtschaftlichen Arbeitsräume ausgehen. Eine gerade Holztreppe führt in den ersten Stock, der als Heuboden dient. Ein Anbau auf der rechten Seite birgt einen Schafstall. Im hinteren Bereich des Hauses befindet sich ein weiterer Stall mit Scheune. In einem freistehenden Verschlag im Hof ist ein Geflügel- und Schweinestall untergebracht. Heute ist das Bauernhaus Ameztoia nicht mehr bewohnt, befindet sich aber weiterhin in Privatbesitz.

#### Türsturz eines Hauses von 1716

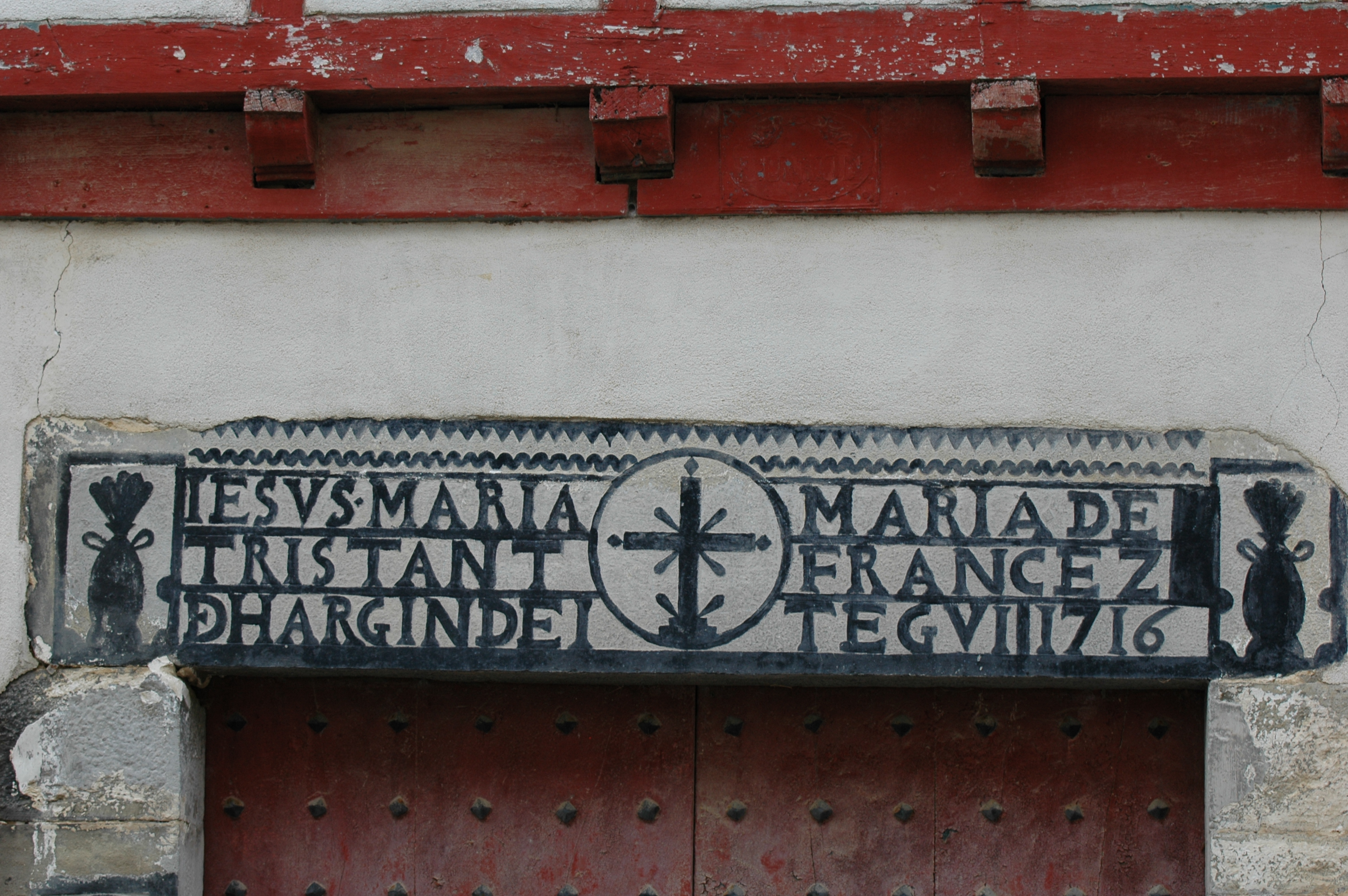
Türsturz eines Hauses von 1716 in Iholdy

In der Mitte dieses Sturzes sind eine Scheibe und ein Kreuz zu erkennen, zwei religiöse Zeichen, die an zahlreichen Grabstätten im Baskenland anzutreffen sind. Auch diese Darstellung soll die enge Bindung zwischen den Lebenden und den Toten zeigen. An den äußeren Enden des Steines sind zwei Blumentöpfe zu sehen, typische Motive im Nieder-Navarra. Die Ausschmückung zeigt neben der Jahreszahl „1716“ die Bewohner des Hauses in jener Zeit: „IESUS MARIA TRISTANT D HARGINDEI E MARIA DE FRANCEZ TEGUI“. Zuweilen ist es schwierig, diese Inschriften zu lesen, weil Bildner oft Analphabeten waren und sich damit begnügten, nach Vorlagen zu arbeiten, deren Sinn sie nicht unbedingt verstanden hatten.

#### Türsturz mit Hahnmotiv

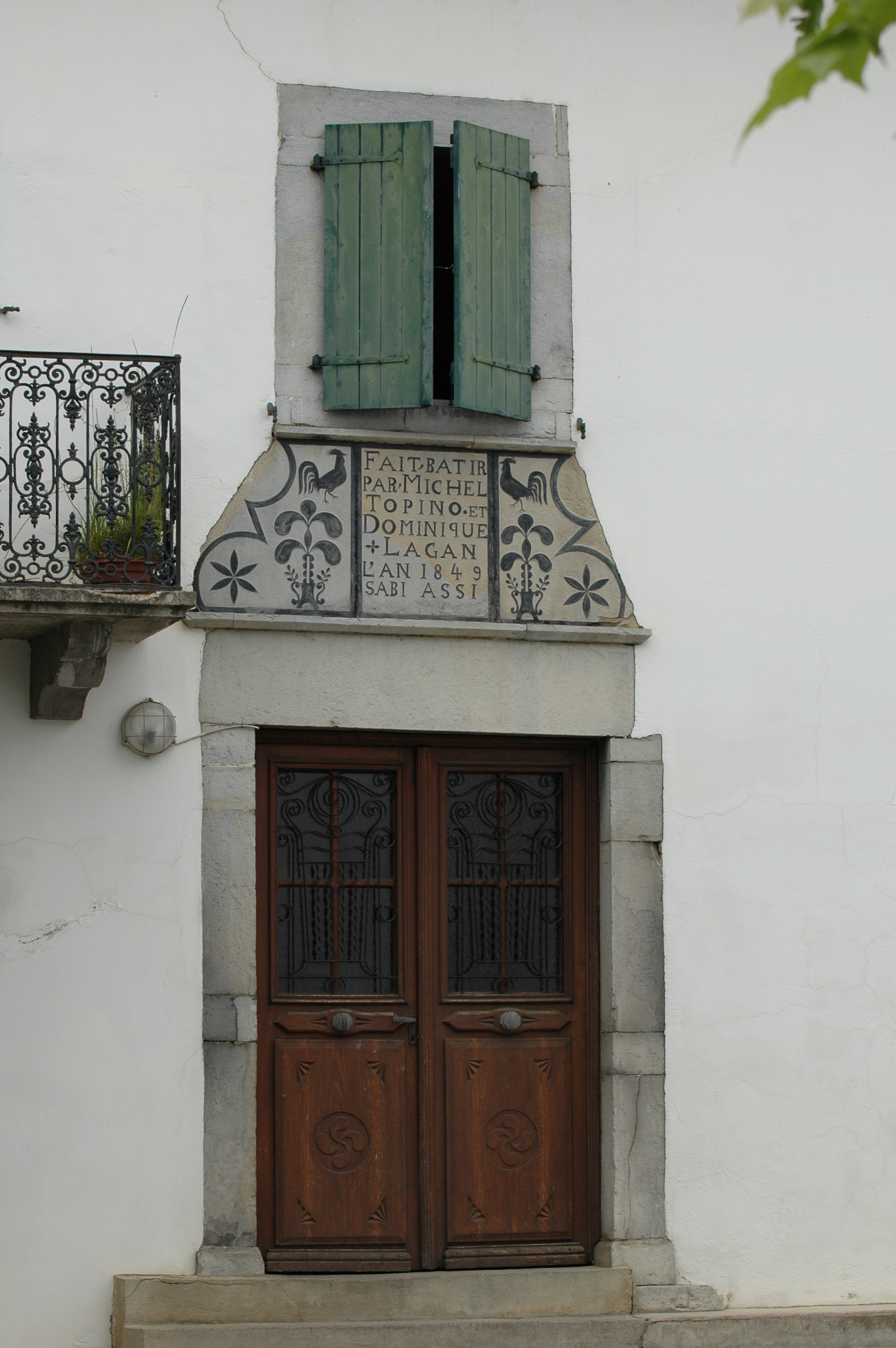
Türsturz mit Hahnmotiv in Iholdy

Charakteristisch für die Bauweise im Nieder-Navarra sind Türstürze, die als leichte Auskragung die gesamte Fläche zwischen Tür und dem darüber befindlichem Fenster einnehmen. Die Gesamtheit vermittelt dem Betrachter die Form einer Flasche. Dieser Sturz ist in drei Abschnitte geteilt, in dessen Mittelteil eine Inschrift auf Französisch lautet: „FAIT BATIR PAR MICHEL TOPINO ET DOMINIQUE LAGAN L’AN 1849 SABI ASSI“ (deutsch „Erbaut von Michel Topino und Dominique Lagan im Jahr 1849 Sabi Assi“). In den beiden anderen Abschnitten sind die Motive symmetrisch angeordnet. Der Hahn begrüßt die aufgehende Sonne, verjagt die Nacht und die Hexen. Als christliches Symbol interpretiert steht der Hahn für den Sieg des Guten über das Böse und verweist auf die Auferstehung Jesu Christi. Blumentöpfe sind oft verwendete Motive und können als Zeichen des Willkommens verstanden werden. Die Rosetten sind grundlegende Motive auf Verzierungen. Modellierte Stürze sind Ausdruck eigenständiger baskischer Kultur und geben den Fassaden einen unverwechselbaren Charakter. Diese Kunst überlebte die Jahrhunderte, auch um die Bedeutung einer Wohnstätte als Kern der Gesellschaft zu unterstreichen.

Verzierte Fenster- und Türstürze in Iholdy
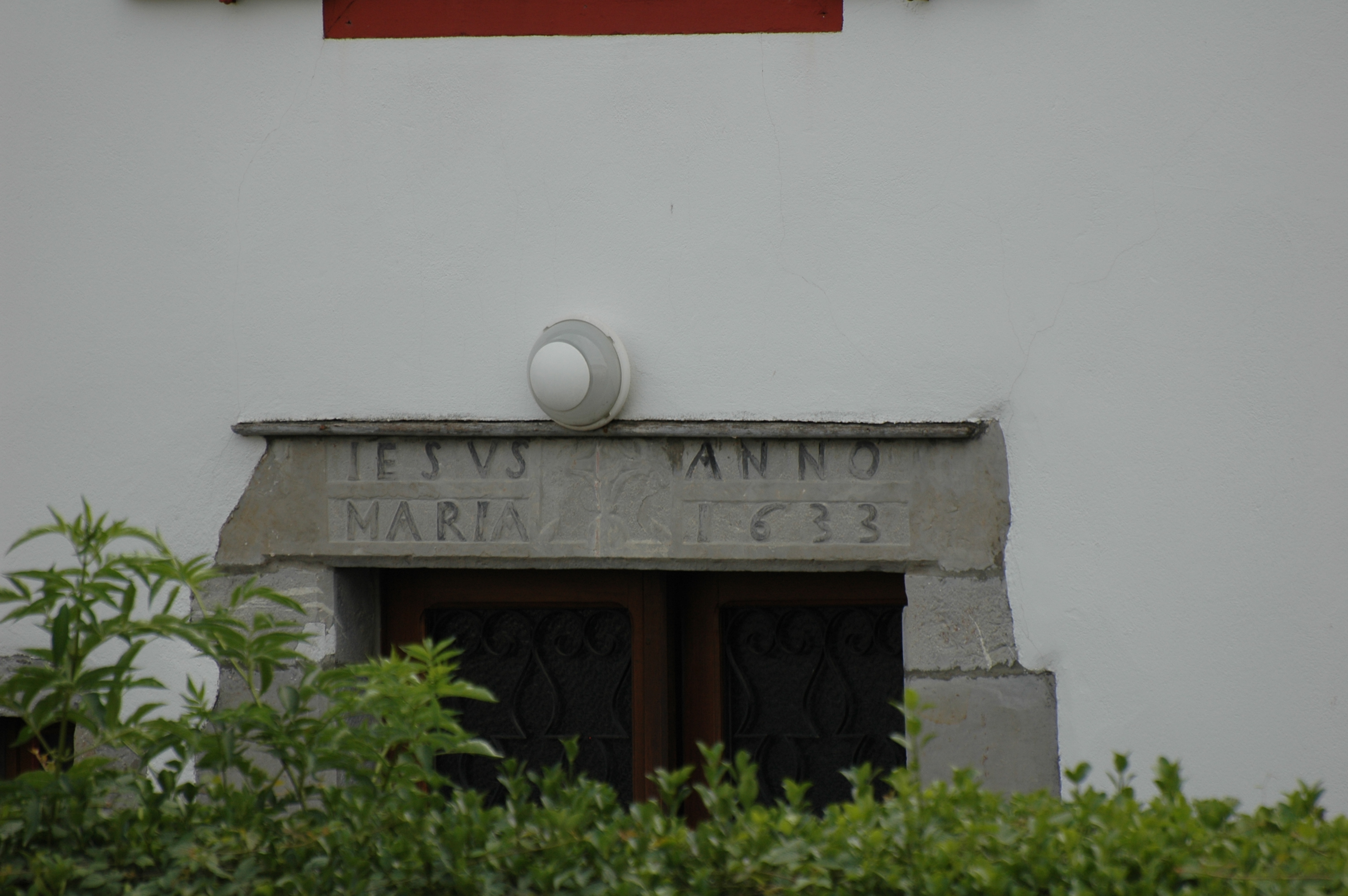
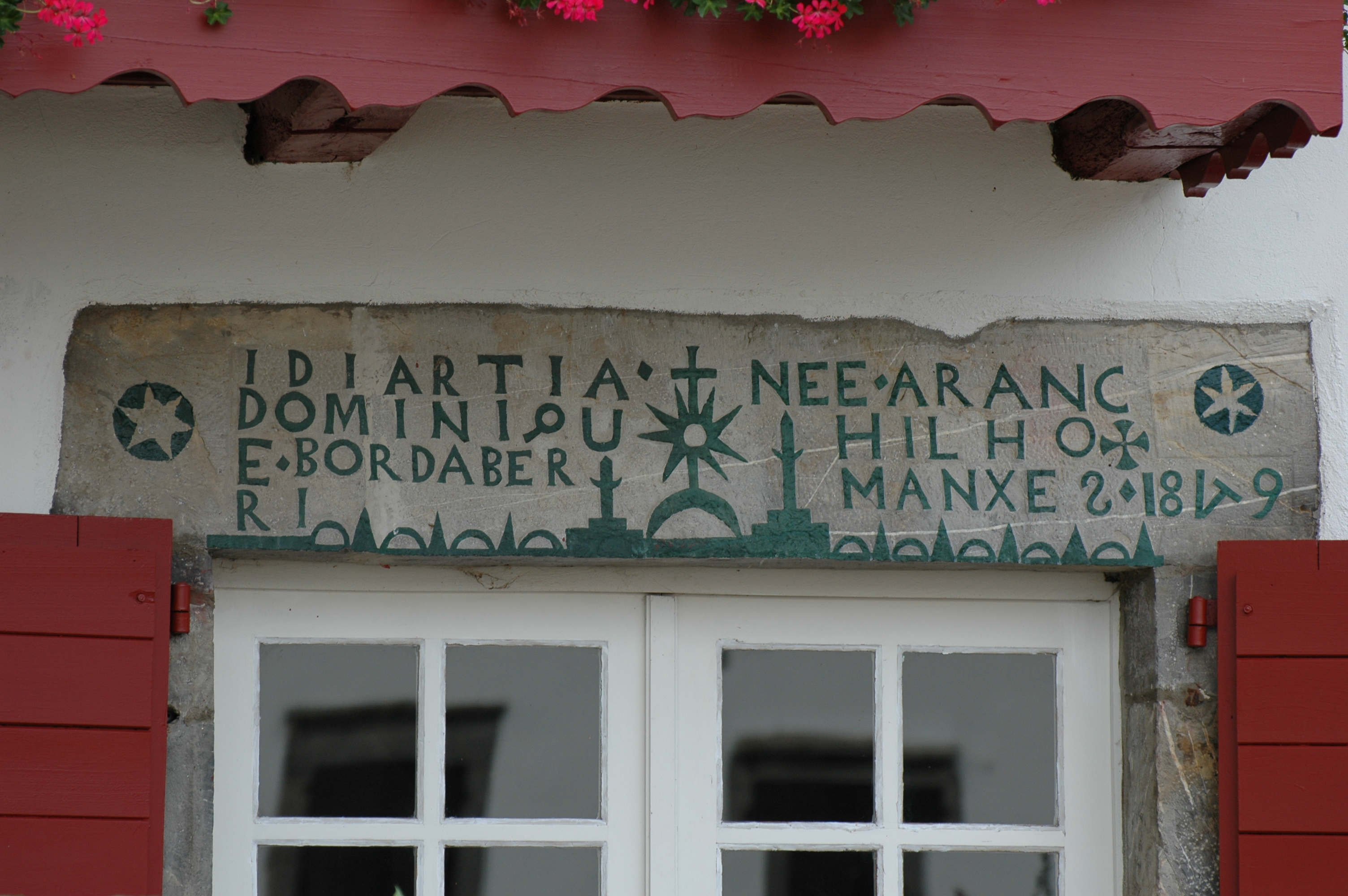
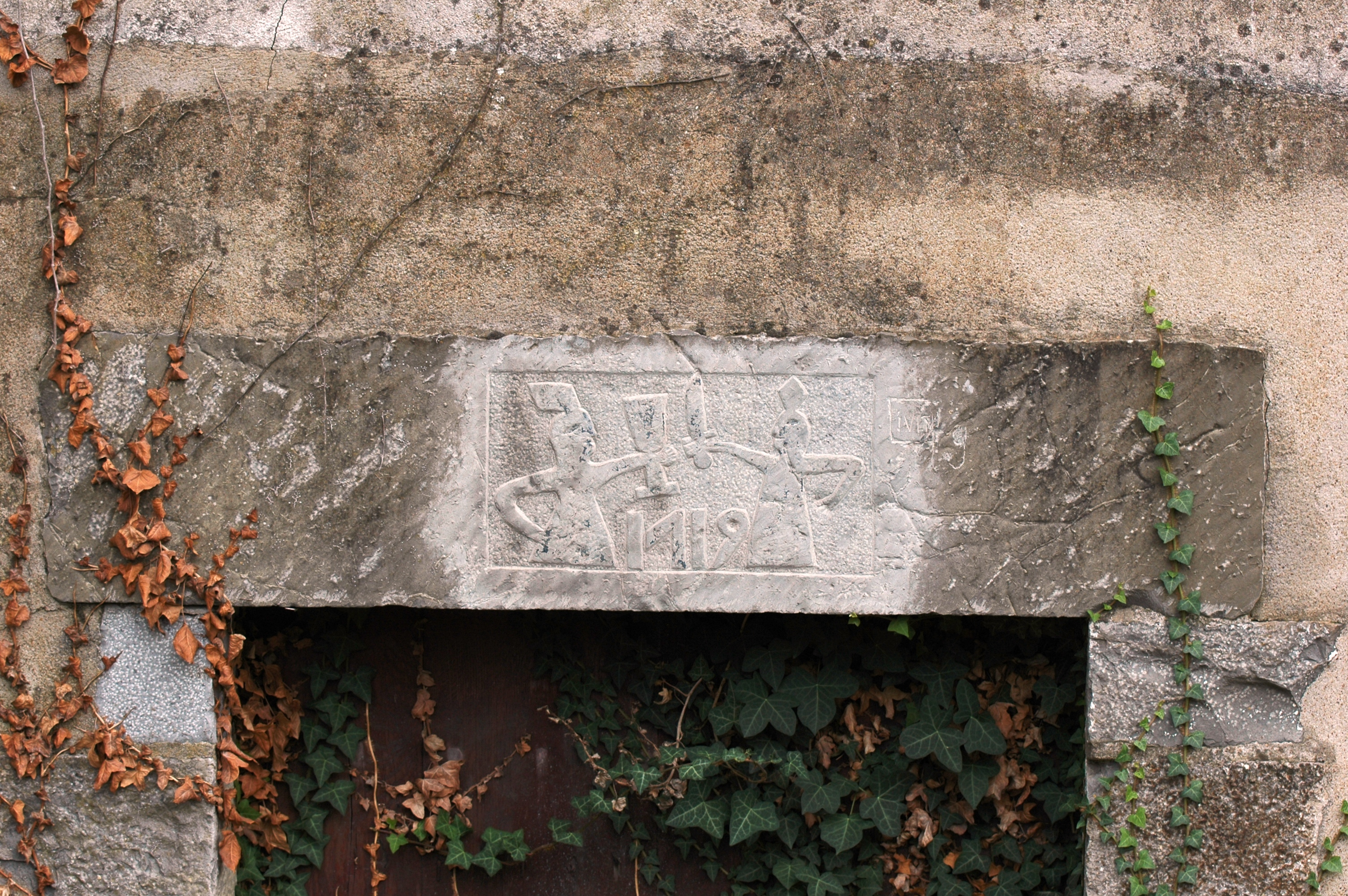
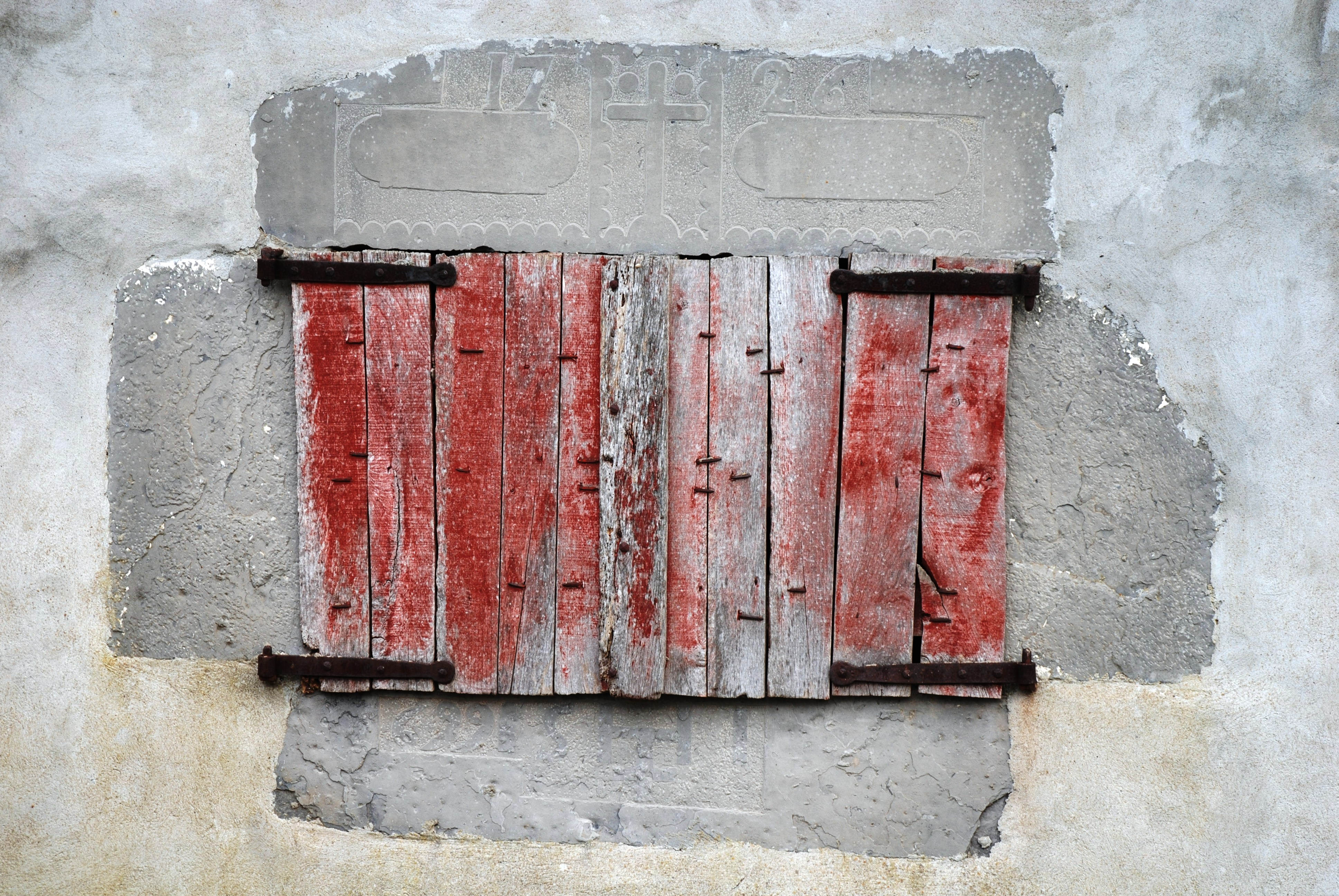
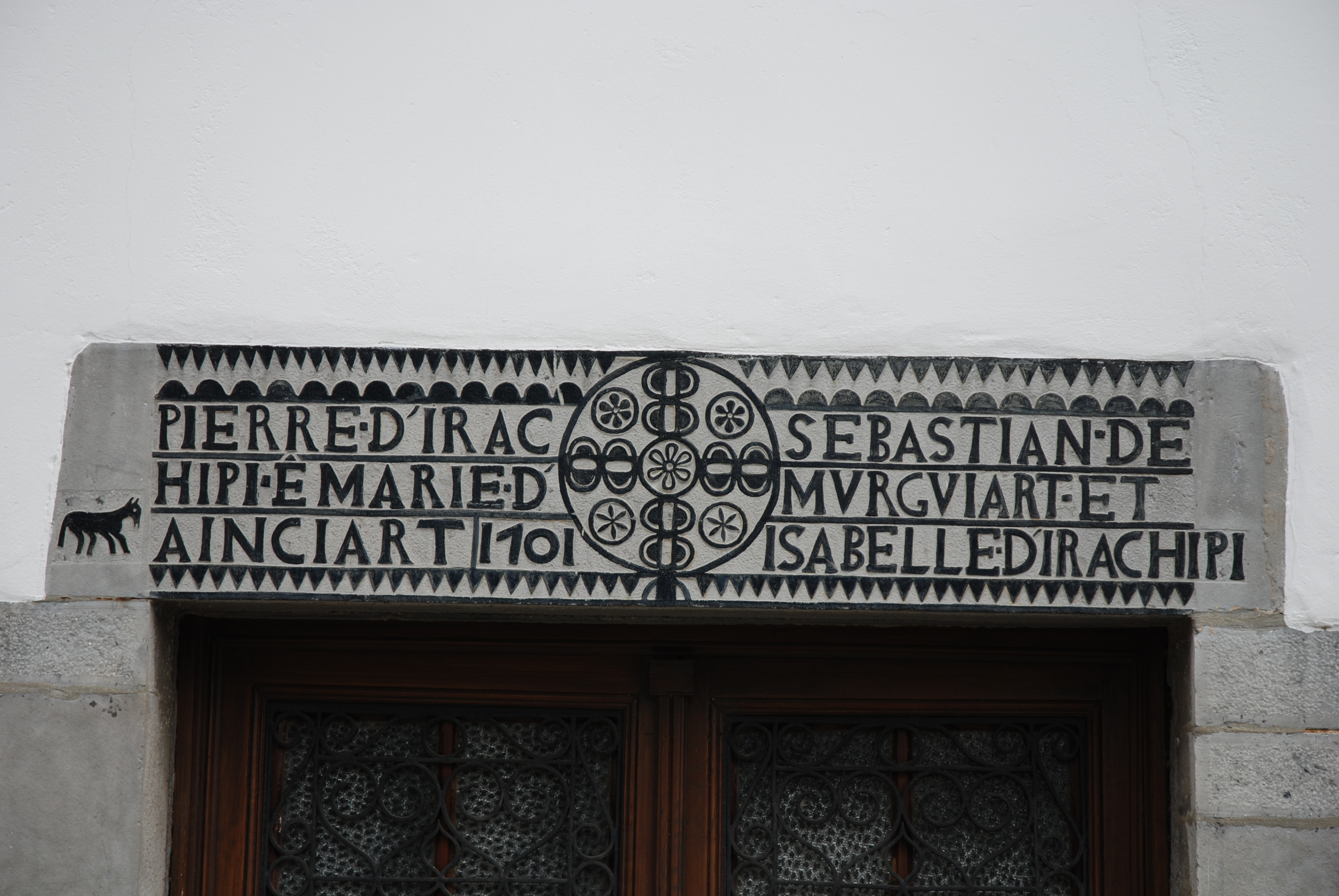

## Wirtschaft und Infrastruktur
Landwirtschaft, kleine Industriebetriebe und Dienstleistungen sind die wichtigsten Wirtschaftsfaktoren der Gemeinde. Iholdy liegt in den Zonen AOC des Ossau-Iraty, eines traditionell hergestellten Schnittkäses aus Schafmilch, sowie der Schweinerasse und des Schinkens „Kintoa“.

### Sport und Freizeit
Der Frontón der Gemeinde ist Startpunkt des 12 km langen Wanderwegs zum Hoxahandia (577 m) mit mittlerem Schwierigkeitsgrad, der auch am Schloss von Olce vorbeiführt.
Der unweit vom Zentrum der Gemeinde gelegene See mit einer Oberfläche von 1,5 Hektar staut die Joyeuse. Er bietet neben der Möglichkeit zum Fischen einen Campingplatz und einen kleinen Sandstrand von 70 m Länge und 10 m Breite.

### Bildung
Die Gemeinde verfügt über eine öffentliche Grundschule mit 44 Schülerinnen und Schülern im Schuljahr 2016/2017.

### Verkehr
Die Gemeinde ist erreichbar über die Routes départementales 8 und 300.

## Persönlichkeiten
Jean Dolce oder Jean d’Olce, geboren 1644 in Iholdy, gestorben 1681 in Bayonne, war Bischof in Boulogne-sur-Mer, Agde und Bayonne. Er zelebrierte am 9. Juni 1660 die Hochzeit des französischen Königs Ludwig XIV. und der Infantin Maria Teresa von Spanien.